# آنتونی فرووین
آنتونی فرووین (انگلیسی: Anthony Frewin؛ زادهٔ ۱۹۴۷ میلادی) نویسنده و فیلم‌نامه‌نویس اهل بریتانیا و به مدت ۲۳ سال، دستیار کارگردان نامدار سینما استنلی کوبریک بود. وی اینک، گرداننده و نمایندهٔ «املاک و دارایی‌های استنلی کوبریک» است.
از فیلم‌ها یا مجموعه‌های تلویزیونی که وی در آن‌ها نقش داشته‌است، می‌توان به رنگ من کوبریک و انتروپوید اشاره نمود. وی همچنین دستیار تهیه‌کننده در مستند استنلی کوبریک: یک زندگی در تصاویر بود.

## زندگی شخصی
آنتونی فرووین و برادرش مارک فرووین، پسران ادوارد آلبرت فرووین (متولد ۱۹۲۱) و روبی ژان ویکس (متولد ۱۹۲۴) هستند. همسر سابق فروین شارلین پیج است، آنها پسری به نام نیک فرووین (متولد ۱۹۷۱) دارند.